# دريم أوف بيكسلز
دريم أوف بيكسلز (بالإنجليزية: Dream of Pixels)‏ هي لعبة فيديو من نوع ألغاز تم إصدارها بواسطة داون أوف بلاي في 15 نوفمبر 2012 لنظامي آي أو أس وأندرويد.